# Ignacio Pichardo Pagaza
Ignacio Pichardo Pagaza (* 13. November 1935 in Toluca de Lerdo, Bundesstaat México; † 14. April 2020 in Mexiko-Stadt) war ein mexikanischer Politiker der Partido Revolucionario Institucional (PRI) sowie Diplomat, der unter anderem von 1987 bis 1988 Minister für die Kontrolle der Föderation (Secretario de la Contraloría General de la Federación)sowie zwischen 1994 und 1995 Energieminister (Secretarío de Energía) war.

## Leben

### Studium, Abgeordneter und Unterstaatssekretär
Pichardo Pagaza war der Sohn des Rechtsanwalts und Abgeordneten Carlos Pichardo Cruz und dessen Ehefrau Carmen Pagaza Varela. Er absolvierte nach dem Besuch des Colegio Aléman, des Colegio México sowie des Centro Universitario México zwischen 1953 und 1958 ein Studium der Rechtswissenschaften an der Nationalen Autonomen Universität von Mexiko (UNAM) und erhielt nach Abschluss des Studiums die Zulassung als Rechtsanwalt. Er absolvierte ferner von 1957 bis 1958 ein postgraduales Studium der Verwaltungswissenschaften am Dartmouth College, während er ein weiteres postgraduales Studium im Fach Verwaltung und öffentliche Finanzwirtschaft an der London School of Economics and Political Science (LSE) mit einem Master abschloss. Nach Abschluss des Studiums wurde er 1958 zunächst Redakteur der Jugendzeitschrift der Partei der Institutionalisierten Revolution PRI (Partido Revolucionario Institucional) und war daraufhin von 1959 bis 1961 Sekretär für Presse- und Öffentlichkeitsarbeit der PRI-Jugendorganisation, ehe er Mitarbeiter des parteinahen Institutes für politische Studien, Wirtschaft und Soziales IEPES (Instituto de Estudios Políticos, Económicos y Sociales) wurde. Er war danach von 1964 bis 1967 Direktor der Abteilung Öffentlichkeitsarbeit der Nationalen Außenhandelsbank sowie zugleich Herausgeber der Fachzeitschrift Comercio Exterior.
1967 wurde Pichardo Pagaza für die PRI erstmals zum Mitglied des Abgeordnetenhauses (Cámara de Diputados) des Kongresses der Union (Congreso de la Unión) gewählt und vertrat in diesem bis 1970 den Wahlkreis 4 des Bundesstaates México. Während dieser Zeit war er auch Präsident des Haushaltsausschusses des Abgeordnetenhauses. Nachdem er anschließend zwischen 1970 und 1971 Direktor der Finanzbehörde des Bundesstaates México war, fungierte er während der Amtszeit von Gouverneur Carlos Hank González von 1971 vis 1975 als Generalsekretär der Regierung dieses Bundesstaates. Nach einer darauf folgenden kurzen Tätigkeit als Vizedirektor des IEPES war er zwischen 1976 und 1978 Unterstaatssekretär für die staatliche Steuerverwaltung (Procuraduría Fiscal de la Federación) im Ministerium für Finanzen und öffentliche Kredite (Secretaría de Hacienda y Crédito Público) sowie von 1978 bis 1979 Vizepräsident des Beratungsunternehmens Consultatora Externa de México, SA. 
1979 wurde Pichardo Pagaza für die PRI abermals zum Mitglied des Abgeordnetenhauses gewählt, dem er nunmehr bis 1982 als Vertreter des Wahlkreises 27 des Bundesstaates México angehörte. Während seiner neuerlichen Parlamentszugehörigkeit fungierte er von 1979 bis 1982 zugleich als Präsident des Ausschusses für Programme, Haushalt und öffentliche Konten. Im Anschluss war er von 1983 bis 1987 Unterstaatssekretär im Ministerium für die Kontrolle der Föderation (Secretaria de la Contraloría General de la Federación).

### Minister, Gouverneur und Botschafter
Danach übernahm Pichardo Pagaza 1987 von Francisco Rojas Gutiérrez den Posten als Minister für die Kontrolle der Föderation (Secretario de la Contraloría General de la Federación) in der Regierung von Staatspräsident Miguel de la Madrid Hurtado. Diesen Posten hatte er bis zum Ende von dessen Amtszeit 1988 inne und war daraufhin zwischen 1988 und 1989 Direktor des Institutes für Verbraucherschutz (Procurador Federal del Consumidor). Am 11. September 1989 löste Pichardo Pagaza Mario Ramón Beteta als Gouverneur des Bundesstaates México ab und bekleidete dieses Amt bis zum 15. September 1993, woraufhin Emilio Chuayffet seine Nachfolge antrat. Er war anschließend als Nachfolger von Jesús Silva Herzog von 1993 bis zu seiner Ablösung durch Rodolfo Echeverría Ruiz 1994 kurzzeitig Botschafter in Spanien.
Nach seiner Rückkehr nach Mexiko löste Pichardo Pagaza Fernando Ortiz Arana als Präsident der Partei der Institutionalisierten Revolution PRI (Partido Revolucionario Institucional) ab, wurde aber bereits kurze Zeit später wiederum von María de los Angeles Moreno abgelöst. Er selbst wurde daraufhin 1994 Energieminister (Secretarío de Energía) in der Regierung von Staatspräsident Ernesto Zedillo Ponce de León und hatte dieses Amt bis 1995 inne, woraufhin Jesús Reyes Heroles González Garza sein Nachfolger wurde. Zuletzt fungierte er zwischen 1996 und 2000 als Botschafter in den Niederlanden.
Aus seiner Ehe mit Julieta Lechuga Manternach ging der Sohn Ignacio Pichardo Lechuga hervor, der zwischen 2009 und 2012 ebenfalls Mitglied des Abgeordnetenhauses war.